# Molly Shannon
Molly Shannon (sinh ngày 16 tháng 9 năm 1964) là nữ diễn viên, nghệ sĩ hài người Mỹ. Bà từng nằm trong dàn diễn viên của sê-ri Saturday Night Live trên đài NBC từ năm 1995 đến 2001. Năm 2017, bà giành một giải Tinh thần độc lập cho vai Joanne Mulcahey trong phim Other People của biên kịch, đạo diễn Chris Kelly.
Trong sự nghiệp của mình, Shannon đã đóng nhiều vai phụ trong các phim điện ảnh như: Happiness (1998), A Night at the Roxbury (1998), Never Been Kissed (1999), How the Grinch Stole Christmas (2000), Wet Hot American Summer (2001), Osmosis Jones (2001), My Boss's Daughter (2003), Talladega Nights: The Ballad of Ricky Bobby (2006), More of Me (2007), Evan Almighty (2007) và Me and Earl and the Dying Girl (2015). Bà cũng từng góp mặt trong các phim hoạt hình Igor (2008) và Hotel Transylvania (2012).
Ở lĩnh vực truyền hình, bà đã tham gia các phim Enlightened (2013), Divorce (2016–2019), The Other Two (2019–2022), The White Lotus (2021), I Love That for You (2022). Năm 2024, Shannon góp mặt trong mùa bốn của phim truyền hình Only Murders in the Building, qua đó thắng một giải Nghiệp đoàn diễn viên màn ảnh cho "Dàn diễn viên xuất sắc trong phim hài".